# Discretitheca
Discretitheca (лат.) — монотипный род двудольных растений семейства Яснотковые (Lamiaceae), включающий вид Discretitheca nepalensis (Moldenke) P.D. Cantino. Первоначально описанный Харольдом Молденке в составе рода Кариоптерис (Caryopteris), вид выделен в отдельный род американским ботаником Филиппом Дугласом Кантино в 1998 году.

## Распространение
Единственный вид является эндемиком Непала.

## Общая характеристика
Кустарники.
Листья яйцевидной формы, зубчатые, размещены супротивно.
Цветки с венчиком розового цвета.
Плод — схизокарпий, распадающийся на сетчатые опушённые плодики обратнояйцевидной формы.